# Burkhart Engelberg
Pour les articles homonymes, voir Engelberg (homonymie).

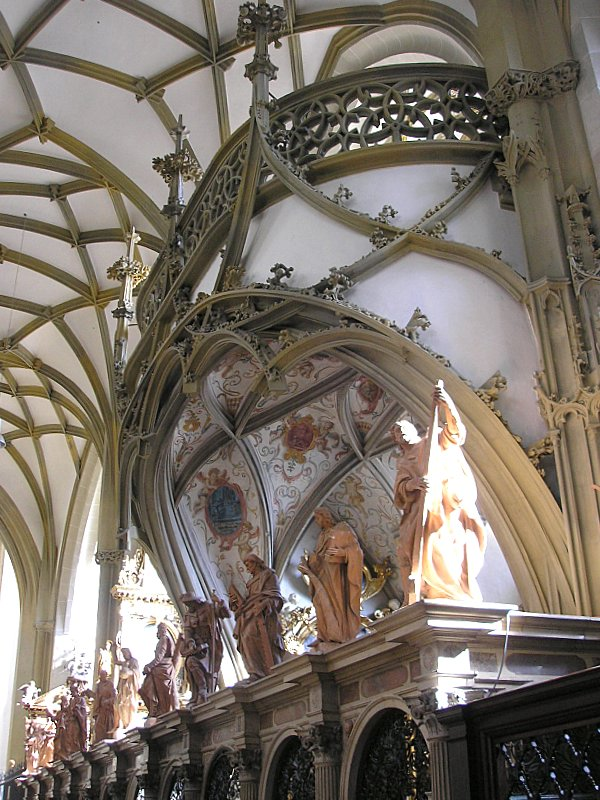
La chapelle Simpertus dans la basilique Saint-Ulrich-et-Sainte-Afre (vers 1495)

Burkhart Engelberg, également Burkhard Engelberger (né vers 1447 peut-être à Hornberg et mort le 12 février 1512 à Augsbourg), est un tailleur de pierre, architecte et constructeur de la ville d'Augsbourg. Entre 1490 et 1512 environ, il dirige le plus grand atelier privé de maçonnerie à effet suprarégional dans la ville impériale d'Augsbourg.

## Biographie
Engelberg est peut-être né à Hornberg vers 1447 et est probablement formé sur le Rhin supérieur et en Souabe.
Après avoir déménagé à Augsbourg peu avant 1477, il est en mesure de créer une grande entreprise de construction avec divers parliers et maîtres pour des tâches spéciales, qui exécutent également des tâches très différentes dans la région.
Après l'effondrement de la basilique Saint-Ulrich-et-Sainte-Afre lors d'une tempête en 1474, il assume le rôle de parlier en 1477, puis la conception, la gestion de la construction et l'exécution du nouveau bâtiment, qui durent jusqu'en 1512.
À partir de 1483, il est impliqué dans la refonte de la cathédrale et en 1493 dans le sauvetage de la tour abaissée de la cathédrale d'Ulm. Engelberg participe également à la construction de l'église paroissiale de Bolzano et conçoit la tour de l'église de Schwaz. À Augsbourg, il conçoit de nombreuses maisons de ville, dont la double propriété des frères Ulrich, Georg et Jakob Fugger.

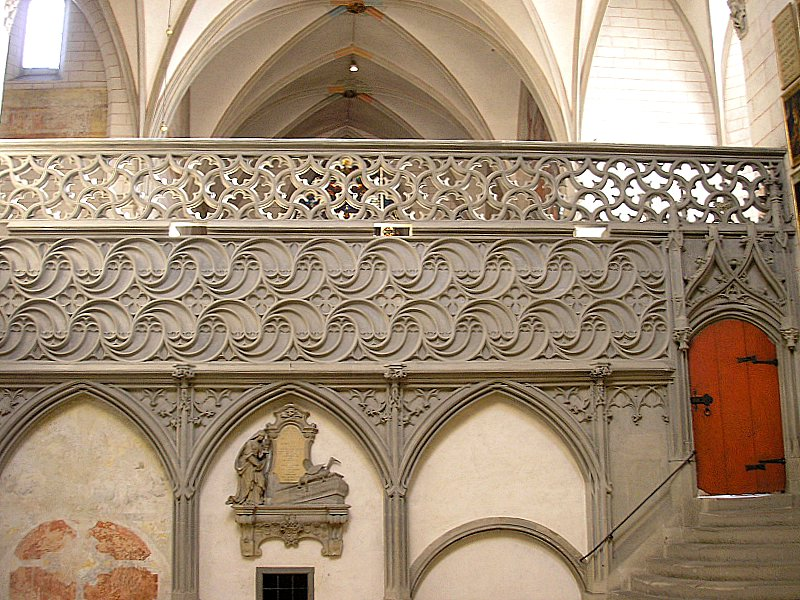
Les écrans du chœur de la cathédrale d'Augsbourg, achevés en 1501

De nombreuses architectures décoratives (micro-architecture) émergent de son atelier: avec Gregor Erhart et A. Daucher, il crée les sacrements de l'église Saint-Maurice à Augsbourg vers 1502. En 1503, la maison de la Sainte-Cène de l'église paroissiale de Donauwörther est construite . Entre 1490 et 1501 environ, le système de barrières, richement orné de travaux éblouissants, est construit dans la cathédrale d'Augsbourg.
Peut-être est -il également responsable de la réalisation des travaux architecturaux de la chapelle Fugger près de l'église Sainte-Anne à Augsbourg.
Engelberg vit au 1, Augsburger Armenhausgasse, sur laquelle une plaque le commémore aujourd'hui. Il est le principal maître d'œuvre de son temps et, en raison de ses recettes fiscales élevées, il compte parmi les artistes les plus riches de son époque. Sa pierre tombale se trouve à la basilique Saint-Ulrich-et-Sainte-Afre.